# Mine Again
"Mine Again" é uma canção gravada pela cantora e compositora estadunidense Mariah Carey para o seu décimo álbum de estúdio, The Emancipation of Mimi (2005). Foi duplamente composta e produzida por Carey em parceria com o colaborador James Poyser. Gravada nos MSR Studios e nos Honeywest Studios, ambos localizados na Cidade de Nova Iorque, é uma balada dos gêneros musicais neo soul e soul cuja letra gira em torno de uma protagonista que deseja ter uma segunda chance num relacionamento que aparenta ter acabado.
Após o lançamento de The Emancipation of Mimi, "Mine Again" estreou na parada musical estadunidense Hot R&B/Hip-Hop Songs ocupando o 82º posto, mais tarde alcançado a sua posição de pico no número 73. Em geral, a canção recebeu críticas positivas de especialistas em música contemporânea, que elogiaram o desempenho vocal da cantora, bem como a produção por Poyser. Em 2006, o tema foi indicado na categoria Best Traditional R&B Performance na cerimônia dos Grammy Awards.

## Antecedentes e concepção

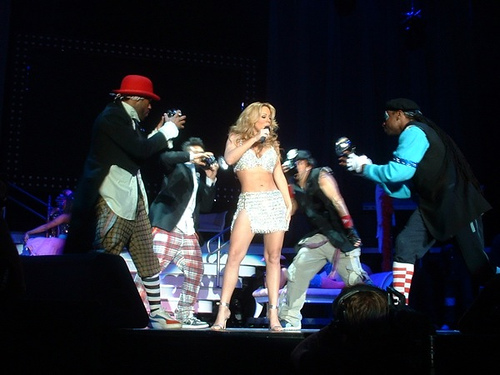
Carey durante a turnê promocional do álbum Charmbracelet (2003).

Em 2001, Carey sofreu um colapso físico e emocional, fazendo com que abandonasse a promoção do filme Glitter (2001), bem como a  trilha sonora do mesmo. A repercussão do filme atraiu opiniões fortemente negativas dos críticos, todavia, o disco foi visto de uma forma um pouco melhor. Após a ausência da cantora diante dos olhos do público, e também o abandono das aparições promocionais para o filme e trilha sonora, seu contrato de gravação de cinco álbuns de estúdio com a gravadora Virgin Records foi quebrado e depois de se recuperar e encerrar seu contrato com a gravadora, Carey começou a gravar o seu "retorno", o álbum Charmbracelet (2002). O disco priorizou a incorporação de várias inspirações e baladas adult contemporary com o objetivo de recapturar a audiência que a artista conquistava ao longo da década de 1990.
Como Glitter tinha sido uma mistura de versões cover de canções dos anos 1980 com um material mais orientado à música dance, foi decidido que Charmbracelet não teria músicas agitadas, e sim temas mais lentos com melodias mais contemporâneas. Em sua análise do álbum, Stephen Thomas Erlewine criticou arduamente o seu conteúdo e também a voz de Carey, descrevendo-a como "aos trapos": "Sempre que ela canta, há um whistle estridente por trás de sua voz fina, e ela estica para conseguir atingir notas ao longo da canção. Ela não consegue arrulhar ou suavemente cantarolar, tampouco pode executar suas corridas vocais que desafiam a gravidade de marca registrada. Sua voz está danificada, e não há um momento em que ela soe forte ou acolhedora." Embora tenha recebido muito atenção da mídia sobre a sua volta à música, assim como seu novo contrato com a Island Records, o álbum só vendeu cinco milhões de cópias no mundo inteiro. Após o lançamento do álbum e de sua turnê, a artista começou a conceituar e trabalhar em um novo projeto, eventualmente intitulado The Emancipation of Mimi. Este viria a ser seu décimo álbum de estúdio. Em novembro de 2004, Carey já havia gravado várias canções para o álbum.

## Estrutura musical e gravação

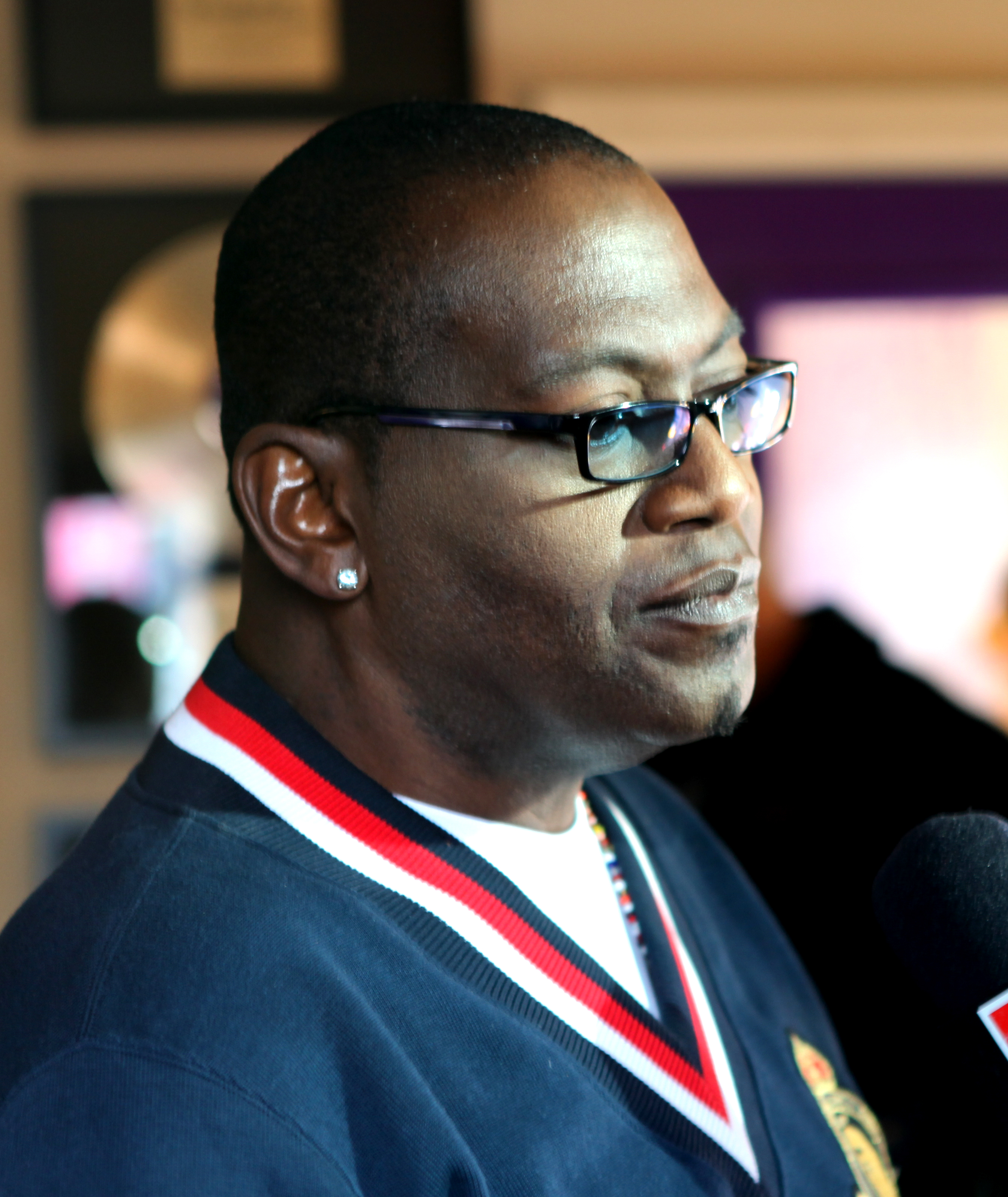
O baixo que é ouvido em "Mine Again" é tocado pelo músico Randy Jackson.

"Mine Again" foi co-escrita e co-produzida por Carey e James Poyser. A canção foi gravada nos MSR Studios e Honeywest Studios, ambos localizados na Cidade de Nova Iorque. Os engenheiros foram Dana Jon Chappelle e Brian Garten, que receberam assistência de Jason Finkel e Leedy Michael. "Mine Again" foi mixada por Phil Tan nos MSR Studios, enquanto a masterização ia sendo configurada por Herb Powers. Sua edição final ocorreu no estúdio The Hit Factory em Nova Iorque.
Uma série de instrumentos musicais foram envolvidos na produção da música, incluindo a trompa por Chops Horns, o saxofone alto por Darryl Dixon, o trompete e o fliscorne por Joe Ramano,o trombone e trombone baixo por Jeff Dieterie, o saxofone tenor e flauta por Rick Brunermer, o baixo por Randy Jackson, o teclado por Poyser, a guitarra por Jeffrey Lee Johnson e a bateria por Charles Drayton.
Musicalmente, "Mine Again" é uma canção de ritmo moderado avaliada como semelhante ao material do gênero soul produzido pela "velha guarda" dos anos 1970" e é considerada uma balada neo soul. A sua letra gira em torno de uma protagonista que deseja ter uma segunda chance em um relacionamento amoroso que aparenta ter chegado ao seu fim. "Mine Again" foi composta na nota de Si bemol menor e é definida no compasso de tempo comum, com uma dança no metrónomo de 66 batidas por minuto (BPM). O alcance vocal de Carey abrange três oitavas, desde a nota baixa de Fá4 até a nota alta de Fá♯7.

## Crítica profissional
Em geral, "Mine Again" foi bem recebida pelos críticos profissionais de música. Stephen Thomas Erlewine, do Allmusic, escreveu que a canção é "deliciosamente elegante" e elogiou a produção por Poyser. Todd Burns, da Stylus Magazine, disse que a música é uma típica canção "exibicionista" de Carey. Sal Cinguemani, em resenha pela Slant Magazine, observou que as músicas que não funcionavam bem em The Emancipation of Mimi eram aquelas em que Carey trabalhava mais próxima do "estilo dos seus sucessores": Usher em "Shake It Off", produzida por Jermaine Dupri; Twista por meio do The Legendary Traxster em "One and Only"; The Neptunes em "To the Floor". No entanto, Cinquemani elogiou a artista por "canalizar um antecessor" em vez de um de seus sucessores, apontando influências de Prince em "Mine Again" e "Joy Ride", descrevendo o resultado como "sublime". Cinquemani também escreveu que "Mine Again", bem como "I Wish You Knew", foram mais exageradas e "iriam explodir nas competições de concursos de talentos da 7ª série".
Na cerimónia dos Grammy Awards de 2006, "Mine Again" havia sido nomeada na categoria Best Traditional R&B Performance, que perdeu para  "A House Is Not a Home" de Aretha Franklin.

## Alinhamento de faixas
Em The Emancipation of Mimi, "Mine Again" foi inclusa no alinhamento de faixas como a quarta música.
| Download digital |                                |         |  |
| N.º              | Título                         | Duração |  |
| 1.               | "Mine Again" (versão do álbum) | 4:01    |  |

## Créditos
Créditos adaptados do encarte de The Emancipation of Mimi:
| Gravação - Gravada nos MSR Studios e Honeywest Studios, Cidade de Nova Iorque; - Mixada nos Larrabee Studios em Universal City, Califórnia; - Masterizada nos The Hit Factory, Cidade de Nova Iorque. Funcionários - Compositores – Mariah Carey, James Poyser - Produtores – Mariah Carey, James Poyser - Engenheiros – Dana Jon Chappelle, Brian Garten - Assistentes dos engenheiros – Jason Finkel, Michael Leedy - Mixagem – Phil Tan - Masterização – Herb Powers | Músicos - Tromba – Chops Horns - Saxofone alto – Darryl Dixon - Trompete/fliscorne – Joe Ramano - Trombone/trombone baixo – Jeff Dieterie - Saxofone tenor/flauta – Rick Brunermer - Baixo – Randy Jackson - Guitarra – Jeffrey Lee Johnson - Bateria – Charles Drayton |

## Desempenho nas paradas musicais
Nos Estados Unidos, "Mine Again" estreou no número 82 da parada musical Hot R&B/Hip-Hop Songs, segundo a publicação de 6 de junho de 2005. Em 13 de agosto seguinte, a canção atingiu o número 77, tendo caído para 89 na semana seguinte. Na semana de 17 de setembro, "Mine Again" alcançou a posição 95. A canção alcançou a sua colocação mais alta no número 73 em 29 de outubro, e caiu para 85 na semana seguinte. Ficou em atividade por 14 semanas nesta parada musical.
| País - Tabela musical (2005)                       | Melhor posição |
| -------------------------------------------------- | -------------- |
| Estados Unidos - Hot R&B/Hip-Hop Songs (Billboard) | 73             |